# Konföderation der Arbeit Russlands
Die Konföderation der Arbeit Russlands (KTR; russisch Конфедерация труда России Konfederazija truda Rossii) ist der zweitgrößte russische Gewerkschaftsbund (nach der Föderation der Unabhängigen Gewerkschaften Russlands (FNPR)). Sie entstand aus der Zeit des sowjetischen ArbeiterInnenaktivismus von 1988 – 1993 und wurde 1995 offiziell gegründet. Ihre Mitgliedsgewerkschaften organisieren 2.110.000 Mitglieder.

## Mitgliedsgewerkschaften, internationale Kontakte
Mitgliedsgewerkschaften der KTR sind u. a.:
| Name de Gewerkschaft                                                | Mitglieder | Zugehörigkeit zu Globalen Gewerkschaftsföderationen |
| ------------------------------------------------------------------- | ---------- | --------------------------------------------------- |
| Interregionale Gewerkschaft Arbeiter-Allianz – MPRA                 | 8.000      | IndustriALL                                         |
| Gewerkschaft der Fluglotsen in Russland – FPAD                      | 15.000     | ITF                                                 |
| Interregionale Gewerkschaft „Nowoprof“                              | 5.000      | IUF                                                 |
| Interregionale Gewerkschaft des Gesundheitspersonals, MRRZ „Aktion“ | 7.000      |                                                     |

International organisiert sich die Konföderation der Arbeit Russlands im Internationalen Gewerkschaftsbund.